# Schela (gmina w okręgu Gałacz)
Schela – gmina w Rumunii, w okręgu Gałacz. Obejmuje miejscowości Negrea i Schela. W 2011 roku liczyła 3690 mieszkańców. 